# 比田勝郵便局
比田勝郵便局（ひたかつゆうびんきょく）は長崎県対馬市上対馬町比田勝にある郵便局。民営化前の分類では集配普通郵便局であった。

## 概要
住所：〒817-1799 長崎県対馬市上対馬町比田勝175

### 併設施設
民営化直前の集配業務再編において、多くの集配普通郵便局は統括センターとなったが、当局は配達センターとされたため、民営化後も郵便事業株式会社の支店は併設されず、郵便事業新福岡支店比田勝集配センターとなっていた。
2012年（平成24年）10月1日に、それぞれの運営会社だった郵便事業株式会社と郵便局株式会社の統合によって日本郵便株式会社が発足したことに伴い、それぞれの店舗も統合された。

## 沿革
- 1880年（明治13年）7月22日 – 豊崎村大字比田勝南在所861番地に「比田勝郵便局」（読みは「ひだかつ」）が開局。
- 1899年（明治32年）
  - 1月1日 - 貯金業務を開始。
  - 9月16日 - 為替業務を開始。
- 1900年（明治33年）2月1日 - 小包郵便取り扱いを開始。
- 1909年（明治42年）1月16日 - 電報業務を開始。
- 1916年（大正5年）10月1日 - 簡易保険業務を開始。
- 1924年（大正13年）8月8日 - 比田勝鉾の𨺉（ほこのさえ）789番地に移転。
- 1930年（昭和5年）2月11日 - 電話業務を開始。
- 1948年（昭和23年）12月1日 - 豊崎町の発足により、住所表記が変更される。
- 1955年（昭和30年）
  - 1月1日 - 上対馬町の発足により、住所表記が変更される。
  - 6月30日 - 移転。
- 1971年（昭和46年）2月26日 - 電話が自動化される。
- 1983年（昭和58年）6月1日 - 比田勝の読みが「ひたかつ」（現在の読み方）に変更される。
- 1987年（昭和62年）11月9日 - 現在地に移転。
- 2004年（平成16年）3月1日 - 対馬市の発足により、住所表記が変更される。
- 2007年（平成19年）
  - 5月21日 - 佐須奈郵便局より集配業務、貯金・保険の集金業務が移管される[1]。
  - 10月1日 - 民営化に伴い、併設された郵便事業新福岡支店比田勝集配センターに一部業務を移管。
- 2012年（平成24年）10月1日 - 日本郵便株式会社発足に伴い、郵便事業新福岡支店比田勝集配センターを比田勝郵便局に統合。

## 取扱内容
- 郵便、印紙、ゆうパック、内容証明
- 貯金、為替、振替、振込、国債
- 生命保険、バイク自賠責保険
- ゆうちょ銀行ATM
- 対馬市内の一部地域の集配業務

## 周辺
- 対馬市役所 上対馬振興部（旧・対馬市役所上対馬地域活性化センター）
- 対馬市立比田勝こども園
- 対馬市立比田勝小学校
- 対馬市立比田勝中学校
- 比田勝港
- JA対馬上対馬支店
- 国道382号

## アクセス
- 対馬交通バス 「比田勝」停留所下車
- 駐車場あり：12台

## 参考資料
- 『上對馬町誌』、1985年〈昭和60年〉8月20日、上対馬町役場、pp.624 - 626。